# Krigsåret 1905

## Pågående krig
- Filippinsk-amerikanska kriget (1898-1913)

- Folkmordet på herero- och namafolken (1904-1907)

- Rysk-japanska kriget (1904-1905)[1]
  - Ryssland på ena sidan
  - Japan på andra sidan

## Händelser

### Januari
- 1 - Port Arthur kapitulerar
- 22 (NS) - Blodiga söndagen: Ryska trupper öppnar eld mot demonstranter i Sankt Petersburg vilket leder till ryska revolutionen 1905.
- 23 - Utbryter militärmyteri i Sebastopol
- 23-29 januari - Oyama Iwao besegrar Aleksej Kuropatkin vid Hunfloden

## Mars
- 2-11 mars - Oyama Iwao besegrar Aleksej Kuropatkin vid Mukden

### Maj
- 27-28 - Under det rysk-japanska kriget vinner Japan en avgörande seger mot Ryssland i sjöslaget vid Tsushima.

### Juni

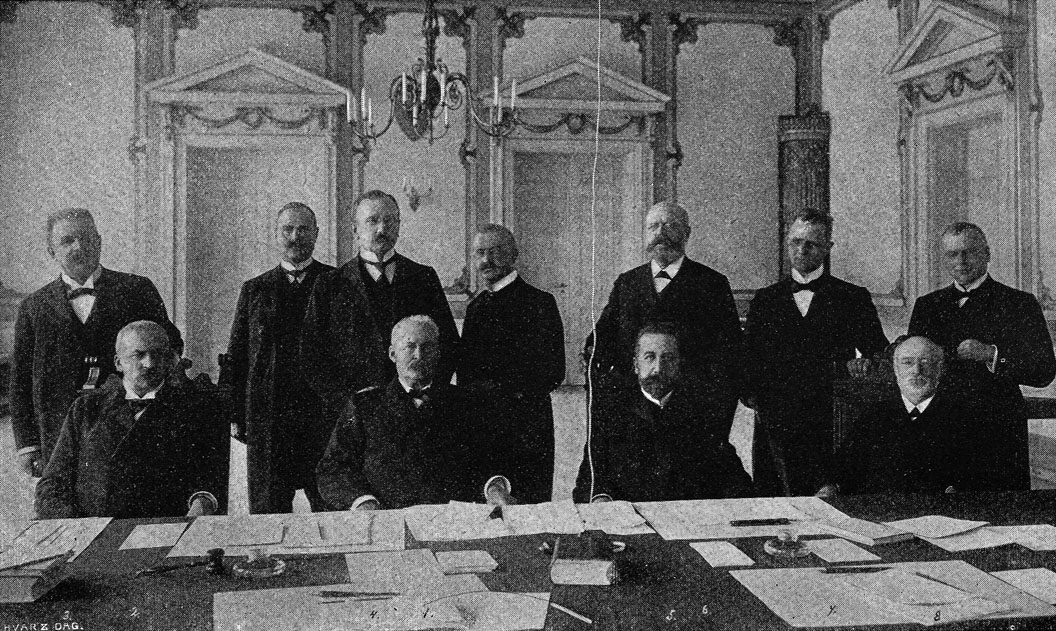
Karlstadskonferensen.

- 7 juni-23 september - Krig hotar då Norge ensidigt säger upp 1814 års svensk-norska union, men efter förhandlingar med Sverige i Karlstad, kan avtal om unionsupplösningen slutas i samförstånd.
- 28 juni-8 juli Myteri å Knas Potemkin

### Juli
- 8 juli - Japanerna besätter Sachalin

### September

Freden i Portsmouth, slut på rysk-japanska kriget.

- 5 - Rysk-japanska kriget avslutas med ett av amerikanska diplomater förhandlat fredsavtal.[2]
- 8 - blodiga oroligheter i Baku.[2]

### November
- 28 - Ett stort myteri bland de ryska trupperna i Sevastopol.[2]

- 22 - Polen förklars i belägringstillstånd efter våldsamma uppror. Under december och in i januari förekommer uppror i alla de baltiska områdena av Ryssland.[2]

### Fotnoter
1. ↑  ”World Statesmen”. http://www.worldstatesmen.org/WARS.html. Läst 28 juni 2011.
2. 1 2 3 4  Almanack för alla 1911